# Marine littorale
- Pays disposant d'une marine de haute-mer (Blue-water navy)
- Pays disposant d'une marine littorale (Green-water navy)

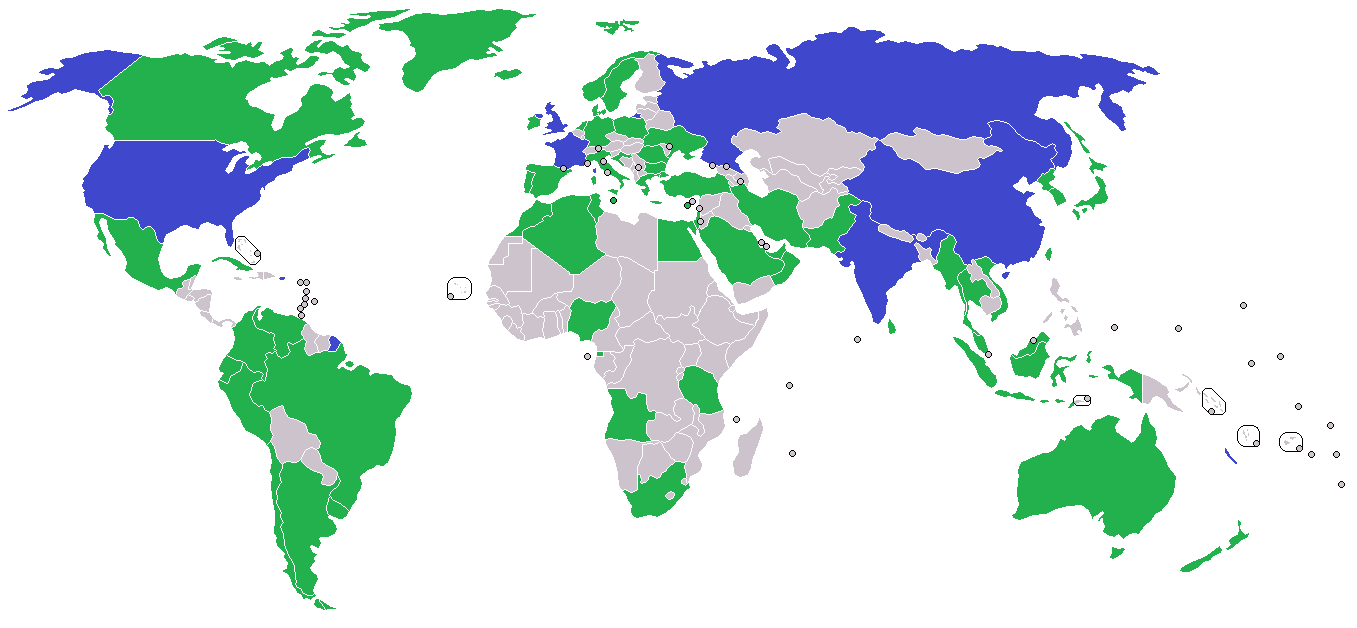
Pays disposant d'une marine de haute-mer (Blue-water navy)
Pays disposant d'une marine littorale (Green-water navy)
Estimation en 2015.

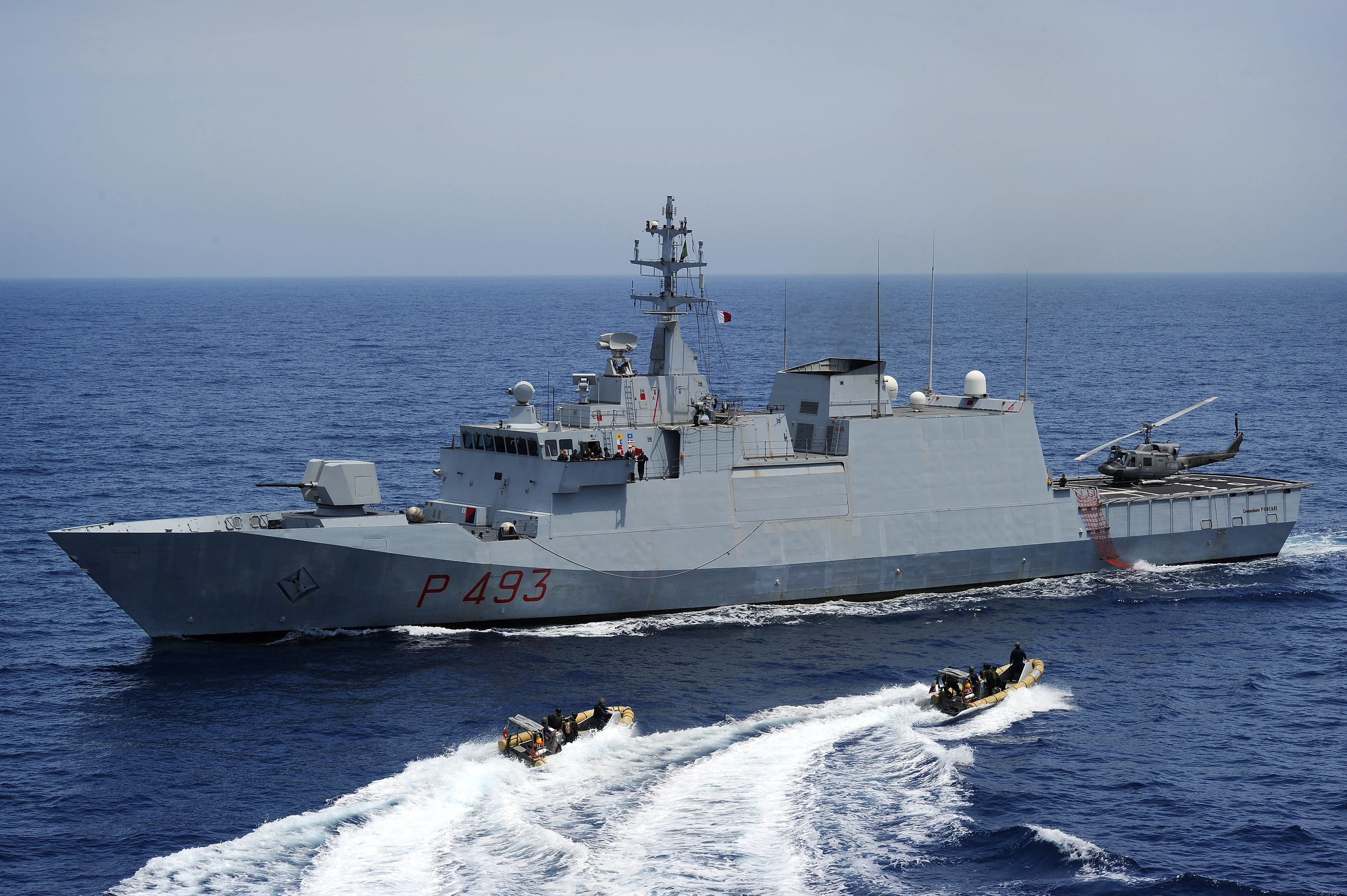
Corvette Comandante Foscari de la marine italienne lors d'un exercice conjoint avec l'US Navy en Méditerranée en 2010.

Une marine littorale ou côtière (également appelée flotte littorale ou côtière, en anglais : Green-water navy) est une terminologie maritime désignant une marine de guerre qui est avant tout assignée à la défense des côtes et du littoral et qui ne dispose pas de logistique suffisamment importante pour s'éloigner de ses bases d'origine.
Concept américain, il est à différencier de la marine de haute-mer (capable d'opérer à plus de 200 milles marins/370 kilomètres du littoral sur des océans ouverts) et de la marine fluviale.

## Attributs d'une marine littorale
Ils reposent sur des corvettes et des navires de défense côtière, anciennement des cuirassés et des dragueurs de mines. Le terme de marine côtière est devenu obsolète après la Seconde Guerre mondiale du fait de l'apparition de nouveaux moyens, notamment les sous-marins, les porte-avions, les porte-hélicoptères etc. Ainsi une marine littorale opère dans les détroits, les mers fermées (par exemple la mer Méditerranée, la mer Baltique, le détroit de Taïwan…).

## Pays disposant d'une marine littorale
En 2002, parmi les pays disposant d'une marine littorale, l'Australie, le Brésil, le Chili, la Chine, la Corée du Sud, l'Espagne, l'Inde, l'Indonésie, l'Italie, le Japon, les Pays-Bas, la Russie et Singapour pouvaient aspirer à développer des marines de haute-mer du fait de la modernisation constante de leurs marines : la Marine chinoise, la Marine brésilienne, la Marine sud-coréenne, la Marine russe, celle de l'Égypte (achat de deux classe Mistral), de la Turquie (construction du TCG Anadolu (L408) et du Vietnam (constitution d'une force sous-marine).